# Йордан Шопов
Йордан Николов Шопов е български учен, професор доктор на историческите науки.

## Биография
Роден е на 14 септември 1930 година в Петрич, където завършва средно образование. В 1952 година завършва история в Софийския университет. От 1959 до 1962 година е училищен инспектор, а след това е преподавател по Методика на обучението по история. От 1962 година е асистент по Методика на преподаването на история във Философско-историческия факултет на Софийския университет. В 1967 година специализира в Московския държавен университет. От 1969 година е главен асистент, а от 1976 година - доцент в Софийския университет. В периода 1984 - 1995 година е ръководител на катедра „Архивистика и помощни исторически дисциплини“. От 1985 до 1995 година е главен редактор на списание „История и обществознание“, по-късно списание „История“. В периода 1987 - 1990 година е заместник-декан на Историческия факултет на Софийския университет, като от 1990 година е хабилитиран професор. От 1995 до 2003 година професор Шопов е декан на Историческия факултет на Югозападния университет в Благоевград, а от 1995 до 2003 година е член на Академичния съвет на Югозападния университет.
В 1961 година е награден с орден „Св. св. Кирил и Методий“, II степен, а в 1984 година - с орден „Св. св. Кирил и Методий“, I степен.
Автор е на множество научни публикации, сред които четири учебника по История на България.
Умира в 2006 година.